# Gaio Appuleio Diocle
Gaio Appuleio Diocle (in latino Gaius Appuleius Diocles; Lamecum, 104 – Palestrina, dopo il 146) è stato un atleta romano, un auriga e uno degli atleti più famosi dell'antichità.

## Biografia

### Primi anni
Gaio Appuleio Diocle nacque nel 104 a Lamecum, nella provincia romana di Lusitania (ora Lamego, in Portogallo). Suo padre possedeva una piccola azienda di trasporti e la famiglia era relativamente benestante. Si pensa che Diocle abbia iniziato a correre all'età di 18 anni a Ilerda, (oggi a Lleida, in Catalogna, Spagna). Questa prima vittoria degna di nota al di fuori della sua terra natia gli portò fama al di fuori della penisola iberica e lo incoraggiò a recarsi a Roma. Acquisì una buona reputazione, tale da permettergli di gareggiare nella capitale dell'impero romano.

### Carriera romana
Divenne noto come Lamecus e da allora in poi portò fama alla sua città natale, Lamecum. All'interno della città, fu eretta una statua in cima alla fontana di fronte al giardino conosciuto oggi come Jardim do Campo, situato nel centro della città. Un altro dei suoi monumenti si trova in Neumagen, in Germania.
Il più delle volte correva su carri con quattro cavalli e nella maggior parte delle sue gare partiva da dietro, per vincere in rimonta. Diocle è noto per aver posseduto un "ducenarius" estremamente raro, un cavallo che aveva vinto almeno 200 gare. Riuscì a vincere 1.462 delle 4.257 gare a quattro cavalli in cui aveva gareggiato e ottenne piazzamenti in altre 1.438 gare (per lo più finendo al secondo posto). Il "campione degli auriga" è uno degli atleti antichi meglio documentati, probabilmente perché era una stella del Circo Massimo.
Diocle è noto anche per la spettacolarità con cui otteneva le vittorie. Molti dei suoi trionfi furono possibili grazie alle vittorie "in rimonta" con cui vinceva spesso negli ultimi metri e la folla lo adorava. Ogni gara con Diocle diventava rapidamente l'evento principale del giorno e tale popolarità naturalmente aiutò Diocle a consolidare ancora il suo già ricco patrimonio pecuniario, accumulato con le vittorie negli anni precedenti.
Ebbe una carriera lunga per un auriga; infatti corse per 24 anni e rappresentò tre delle quattro scuderie di carri da corsa più famose a Roma, che erano conosciute dai colori indossati dai loro aurighi (Rossi, Bianchi, Blu e Verdi). Iniziò a gareggiare per i "Bianchi" all'età di 18 anni; dopo 6 anni, passò ai "Verdi" per 3 anni e poi trascorse 15 anni per i "Rossi" prima di andare in pensione all'età di 42 anni.

## Denaro vinto
Le sue vincite ammontano a 35.863.120 sesterzi, equivalenti a 358.631,20 aureus o 2.600 kg d'oro con un valore stimato di oltre 15 miliardi in dollari ai valori del 2011, basato su un confronto tra i bilanci dell'esercito romano e dell'esercito degli Stati Uniti. Peter Struck lo descrive come "l'atleta più pagato di tutti i tempi". Tenendo conto del potere d'acquisto, la ricchezza di Diocle sarebbe oggi compresa all'incirca tra i 60 e 160 milioni di dollari.